# علی عبداللهی
علی عبداللهی (زاده ۱۳۴۷ بیرجند) شاعر و مترجم ادبی زبان آلمانی ایرانی است.

## شعر
- هی راه می‌روم در تاریکی/مجموعه شعر/۱۳۷۶ نشر نارنج.
- این است که نمی‌آید/مجموعه شعر/۱۳۸۱ نشر ثالث.
- درود بر نهنگ/مجموعه شعر کوتاه/ نشر امرود/۱۳۹۱
- ترجمه چند شعر به زبان آلمانی / سوزان باغستانی / چاپ در مجلهٔ آکسنته، سال ۲۰۰۷
- چاپ چند سروده به زبان آلمانی/ در: اینجا ایران است، گردآوری گریت ووستمان، ۲۰۱۱، برمن آلمان، نشر سوژه.
- بادها شناسنامه مرا بردند[۱]

## ترجمه
- سکوت آیندهٔ من است، مجموعه شعرهای عاشقانهٔ اریش فرید
- اکنون میان دو هیچ، مجموعه شعرهای نیچه
- کتاب ساعات و روایت عشق و مرگ، (شعرهای ریلکه)
- مفهوم زمان، هایدگر
- جیم دگمه و لوکاس لوکوموتیوران، میشائل انده
- جیم دگمه و سیزده قلوهای وحشی، میشائل انده
- آهوجان مهمان ماست، ارسکین کالدول
- سوگسروده‌های دوئینو و اشعار دیگر شعرهای ریلکه
- قورباغه‌ها جدی جدی می‌میرندگزینهٔ شعر آلمانی زبان
- عاشقانه‌های آلمانی صد شعر عاشقانهٔ آلمانی زبان از قرون وسطی تا اکنون
- هرگز مگو هرگز، گزینهٔ شعرهای برتولت برشت
- صد سال شعر آلمانی زبان (دوزبانه)
- درختان ممنوع، شعرهای هاینریش هاینه
- عاشقانه‌های هرمان هسه
- بر مهراب تو بز سپید من، شعرهای سافو از زنان شاعر یونان باستان
- چهل و سه داستان عاشقانه
- نقطه، سر خط، داستان اروپایی و آلمانی
- آمریکا فرانتس کافکا
- رویا در رویا، آنتونیو تابوکی
- فیل، داستانک‌های فلسفی برتولت برشت
- وشام بود و صبح بود، داستانهای کوتاه هاینریش بل
- سفرهای گالیور، به روایت اریش کستنر
- من پرنده، تو درخت، صد شعر برای نوجوانان (برندهٔ جایزهٔ ویژهٔ کتابهای شعر کودکان و نوجوانان از شورای کتاب کودک.)
- آینه در آینه، میشائیل انده
- جادوگرانی که خودشان را جادو کردند، میشائیل انده
- سپیده‌دمان، فریدریش نیچه
- آواره و سایه‌اش، فریدریش نیچه
- میان دو آتش، نمایشنامه، آلبرت اوسترمایر
- شیللر برای معاصران
- لطفاً کتابهایم را نخوان، نامه‌های نیچه به مادرش
- آدمی با دیگران، گزیدهٔ نیچه با دو نقد،
- فریدریش نیچه، زندگی و آثار، ایفو فرنتسل
- آرتور شوپنهاور، هنر رفتار با زنان، هنر رنجاندن و هنر خوشبختی